# Priit Tomson
Priit Tomson, né le 3 novembre 1942 à Tallinn, dans la République socialiste soviétique d'Estonie, est un ancien joueur soviétique de basket-ball, évoluant au poste de meneur. 

## Carrière

### Palmarès
- Médaille de bronze aux Jeux olympiques 1968
- Champion du monde 1967
- Médaille de bronze au championnat du monde 1970
- Champion du monde 1974
- Champion d'Europe 1967
- Champion d'Europe 1969
- Champion d'Europe 1971